# Хосе Сальєс
Хосе Сальєс (ісп. José Sallés, 27 липня 1947) — іспанський хокеїст на траві. Грав за клуб «Егару» з Тарраси, від 1974 року до кінця кар'єри — за «Депортіво» з Тарраси. Увійшов до складу збірної Іспанії на літніх Олімпійських іграх 1968 в Мехіко, де вона посіла 6-те місце. Грав на позиції півзахисника, зіграв 8 матчів, голів не забивав. Учасник літніх Олімпійських ігор 1972 в Мюнхені, де його збірна посіла 7-ме місце. Грав на позиції півзахисника, зіграв 7 матчів і забив 2 голи (по одному у ворота збірних Франції та Уганди). Учасник літніх Олімпійських ігор 1976 у Монреалі, де його збірна посіла 6-те місце. Грав на позиції півзахисника, зіграв 7 матчів і забив 2 голи у ворота збірної ФРН.